# Austrolycus
Austrolycus is een geslacht van straalvinnige vissen uit de familie van puitalen (Zoarcidae).

## Soorten
- Austrolycus depressiceps Regan, 1913
- Austrolycus laticinctus (Berg, 1895)